# Красково (Кентшинський повіт)
Красково (пол. Kraskowo, нім. Schönfließ) — село в Польщі, у гміні Корше Кентшинського повіту Вармінсько-Мазурського воєводства.
Населення — 192 особи (2011).

## Демографія
Демографічна структура станом на 31 березня 2011 року:
|          | Загалом | Допрацездатний вік | Працездатний вік | Постпрацездатний вік |
| -------- | ------- | ------------------ | ---------------- | -------------------- |
| Чоловіки | 103     | 28                 | 68               | 7                    |
| Жінки    | 89      | 16                 | 51               | 22                   |
| Разом    | 192     | 44                 | 119              | 29                   |